# حالة كمومية

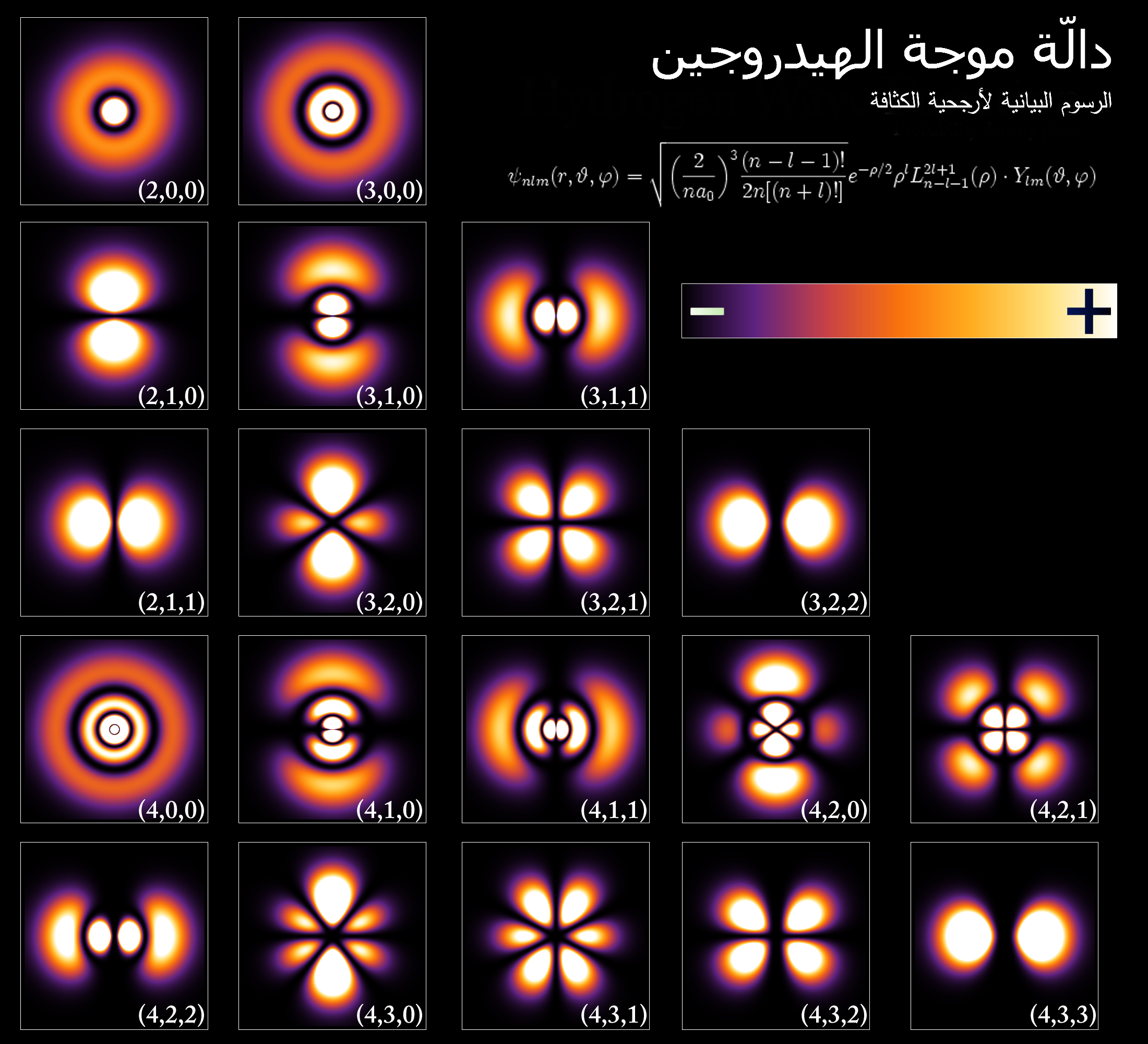

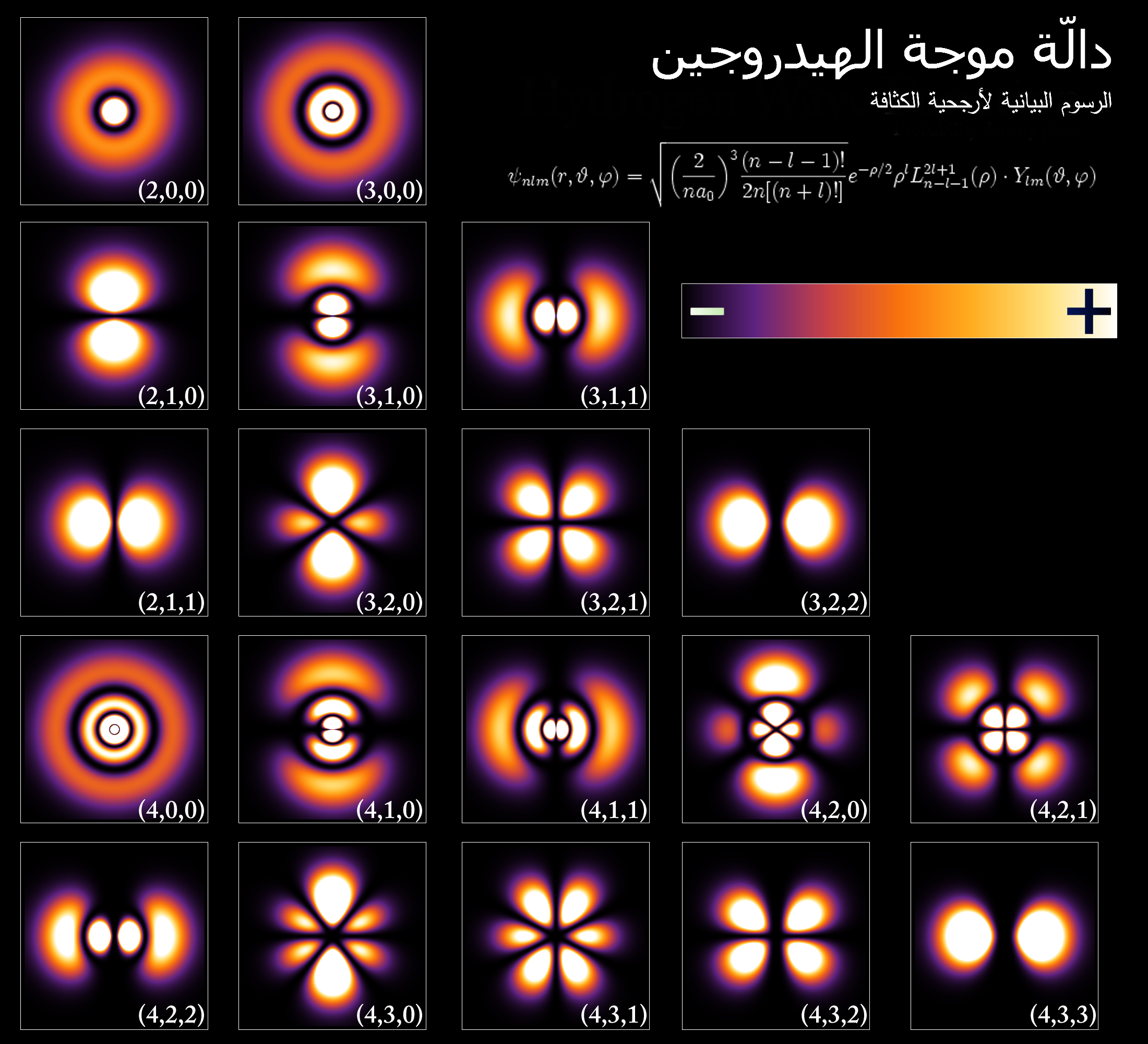

في ميكانيكا الكم، تُعرف الحالة الكمومية (بالإنجليزية: Quantum State)‏ بأنها الحالة التي تصف نظام كمي معزول. تعطي الحالة الكمية دالة توزيع الاحتمال لقيم جميع المتغيرات المُقاسة، أي جميع النتائج المحتملة لقياسات النظام. تكفينا معرفة الحالة الكمومية للنظام إلى جانب القوانين التي تحكم تغير النظام مع مرور زمن حتى نتمكن من استنتاج كل ما يمكن تنبؤه بشأن سلوك النظام.
قد تتألف الحالة الكمومية كذلك من خليط من عدة حالات كمومية أخرى. إذ تُعرف الحالات الكمومية التي لا يمكن التعبير عنها بدلالة حالات كمومية أخرى بالحالات الكمومية النقية، بينما تُعرف الحالات الأخرى بالحالات الكمومية المختلطة.
من ناحية رياضية يمكن التعبير عن الحالة الكمومية عن طريق شعاع في فضاء هيلبرت على نطاق الأعداد المركبة. يتكون هذا الشعاع من مجموعة من المتجهات غير الصفرية، والاختلاف الوحيد بين تلك المتجهات هو معامل قياسي مركب، ويمكن اختيار أي واحد من تلك المتجهات ليكون متجه الحالة الذي يمثل الشعاع وبالتبعية حالة النظام. في العادة يُفضل اختيار متجه وحدة لهذا الغرض بدون الالتزام بمعامل طور محدد. وعلى كل حال تلعب تلك العوامل المركبة دورًا هامًا في حالة جمع المتجهات مع بعضها لتكوين تراكب كمي.
فضاء هيلبرت هو شكل معمم من الفضاء الإقليدي التقليدي، وهو يحتوي على جميع الحالات الكمومية الممكنة لنظام معين. في حالة تمثيل فضاء هيلبرت على صورة دالة مكانية (وهو اختيار يقع على أساس نوع مجموعة المتغيرات المُقاسة) تُعرف الدوال التي تمثل عناصر فضاء هيلبرت بالدوال الموجية.
على سبيل المثال، في حالة التعامل مع طيف الطاقة الخاص بإلكترون في ذرة هيدروجين، تُحدد متجهات الحالة ذات الصلة باستخدام عدد الكم الرئيسي (n)، وعدد الكم المداري (l)، عدد الكم المغناطيسي (m)، ومركبة اللف المغزلي في اتجاه z (sz). توجد حالات أكثر تعقيدًا من الحالة السابقة، ومن بينها الحالة المنفردة المعطاة بالمعادلة الآتية (باستخدام ترميز براكيت):
{\displaystyle \left|\psi \right\rangle ={\frac {1}{\sqrt {2}}}{\bigg (}\left|\uparrow \downarrow \right\rangle -\left|\downarrow \uparrow \right\rangle {\bigg )},}
تعبر تلك الحالة عن تراكب حالات غزل مشتركة لجسيمين رقمهما المغزلي 1⁄2. كما تقترح المعادلة السابقة فإن تلك الحالة المنفردة تستوفي شروط العلاقة الآتية: في حالة قياس اللف المغزلي للجسيمين في نفس الاتجاه فإما أن يكون اللف المغزلي للجسيم الأول للأعلى والجسيم الثاني للأسفل، أو الأول للأسفل والثاني للأعلى، مع تساوي احتمالات حدوث أي من هاتين الحالتين. من الجدير بالذكر أن هذه النتيجة تظل قائمة حتى في حالة إجراء القياسين في ذات الوقت أو في حالة ابتعاد الجسيمين عن بعضهما لمسافة عشوائية.
تناظر الحالة الكمومية المختلطة خليطًا من احتمالات الحالات النقية؛ ولكن قد تؤدي توزيعات الاحتمال المختلفة للحالات النقية إلى حالات مختلطة مكافئة (أي تلك التي لا يمكن التمييز بينها فيزيائيًا). توصف الحالات المختلطة بما يسمى «مصفوفات الكثافة». يمكن كذلك إعادة تشكيل الحالات النقية في صورة مصفوفة كثافة، وفي تلك الحالة يمكن تمثيل الحالات النقية على صورة حالة عامة من الحالات المختلطة.
على سبيل المثال، عند قياس اللف المغزلي للإلكترون في أي اتجاه (كما الحال في تجربة شتيرن–غيرلاخ على سبيل المثال) تظهر لنا نتيجتان محتملتان فقط: إما للأعلى أو للأسفل. وبناء على ذلك يكون فضاء هيلبرت الخاص بالإلكترون ثنائي الأبعاد. وهنا تُمثل الحالة النقية عن طريق متجه مركب ثنائي الأبعاد {\displaystyle (\alpha ,\beta )} طوله يساوي الواحد الصحيح. أي أن:
{\displaystyle |\alpha |^{2}+|\beta |^{2}=1,}
حيث {\displaystyle |\alpha |}، و{\displaystyle |\beta |} هما القيمتان المطلقتان للمركبتان {\displaystyle \alpha }، و{\displaystyle \beta }. وفي تلك الحالة توصف الحالة المختلطة بمصفوفة {\displaystyle 2\times 2} هيرميتية، معرّفة موجبة، وأثرها يساوي 1.
في العادة تعطينا نظرية فيزياء الكم توزيع احتمال نتيجة قياس النظام الكمي فقط قبل إجراء القياس، ويُحدد شكل هذا التوزيع بصفة تامة بناءً على الحالة الكمومية والمتغير المُقاس الذي يصف حالة النظام. ترتبط كلًا من الحالات النقية والحالات المختلطة بدالة توزيع احتمال معينة؛ إذ أنه، في نطاق الميكانيكا الكمية، من المستحيل وجود حالة ذات خصائص ثابتة ويقينية، على عكس الميكانيكا الكلاسيكية. يُعد مبدأ هايزنبرغ مثالًا على هذا الطابع المتأصل في فيزياء الكم، وهو يعكس الاختلاف الجوهري بين الفيزياء الكلاسيكية والكمية. ولكن حتى في نطاق نظرية الكم توجد بعض الحالات التي تحتوي على قيمة مضبوطة ومُحددة لكل متغير مُقاس.

## وصف مفاهيمي

### الحالات البحتة
في الصياغة الرياضية لميكانيكا الكم تناظر الحالات النقية متجهات في فضاء هيلبرت، بينما تقترن الكميات المُقاسة (مثل طاقة الجسيم وزخمه) بمؤثر رياضي. يشغل المؤثر وظيفة دالة خطية تؤثر على حالات النظام. تناظر القيم الذاتية الخاصة بالمؤثر جميع القيم الممكنة للكمية المقاسة؛ أي أنه يمكننا رصد جسيم زخمه يساوي 1 كجم.م/ث إذا وفقط إذا كانت أحد القيم الذاتية للمؤثر تساوي 1 كجم.م/ث. يعبر المتجه الذاتي المناظر (الذي يسميه الفيزيائيون حالة ذاتية) للقيمة الذاتية 1 كجم.م/ث عن حالة كمومية لها قيمة محددة لزخم الحركة (1 كجم.م/ث) بدون أي شك كمومي. وفي حالة قياس الزخم فمن المؤكد أن النتيجة سوف تكون 1 كجم.م/ث.
ولكن من ناحية أخرى يتسم النظام الذي يتكون من تركيبة خطية من عدة حالات ذاتية مختلفة بوجود نسبة شك كمومية للكميات المقاسة بصفة عامة. يمكن تمثيل هذه التركيبة الخطية بالمعادلة الآتية:
{\displaystyle |\Psi (t)\rangle =\sum _{n}C_{n}(t)|\Phi _{n}\rangle .}
يتكون المعامل المناظر لحالة معينة في التركيبة الخطية من عدد مركب، ما يسمح بالتداخل بين الحالات. ولا تتغير تلك المعاملات مع تغير الزمن. ويُحكم تغير النظام بمرور الوقت بواسطة مؤثر التطور الزمني في معادلة شرودنغر. الرموز (|، <) المحيطة برمز الدالة الموجية ψ هي جزء من نظام ترميز براكيت.
يختلف الخليط الإحصائي للحالات عن التركيبات الخطية. إذ أن الخليط الإحصائي يتكون من مجموعة إحصائية من الأنظمة المستقلة، ويمثل الخليط الإحصائي مدى معرفتنا بحالة النظام مع أخذ الشك المتأصل في ميكانيكا الكم في الاعتبار. ومن ناحية رياضية لا يتكون الخليط الإحصائي من متسلسلة خطية من الحالات مضروبة في معاملات مركبة، بل هو بالأحرى عبارة عن تركيبة من الاحتمالات الحقيقية الموجبة للحالات المختلفة ({\displaystyle \Phi _{n}}). يمثل الرقم {\displaystyle P_{n}} احتمالية اقتران نظام عشوائي بالحالة {\displaystyle \Phi _{n}}. وعلى عكس التركيبة الخطية فإن كل نظام موجود مقترن بحالة ذاتية محددة.
القيمة المتوقعة {\displaystyle \langle A\rangle _{\sigma }} للكمية A هي عبارة عن المتوسط الإحصائي لجميع قيم الكمية المُقاسة. وتلك القيمة هي ما تتنبأ به النظريات الفيزيائية.
لا توجد حالة تمثل حالة ذاتية لجميع الكميات المُقاسة آنيًا. فمثلًا لا يمكننا الحصول على حالة تكون فيها نتيجة قياس المكان {\displaystyle Q(t)} وزخم الحركة {\displaystyle P(t)} معروفان بدقة متناهية في ذات الوقت {\displaystyle t}؛ إذ لا بد من وجود نطاق من القيم المحتملة لأحد المتغيران على الأقل. وتُعرف تلك الخاصية بمبدأ الشك لهايزنبرغ.
وعلى عكس ما تفترضه الميكانيكا الكلاسيكية، عند إجراء عملية قياس على نظام معين فلا مفر من تغير حالته. أو بعبارة أدق: عند قياس قيمة المتغير A فسوف ينتقل النظام إلى الحالة الذاتية للمتغير A، ما يعني أن حالة النظام قد تغيرت بلا شك. وتفضي تلك العبارة إلى نتيجة متوافقة مع المنطق: عند تكرار قياس المتغير A في نفس التجربة وفي أزمنة متعاقبة بشكل مباشر، فسوف نحصل على نفس النتائج كل مرة. ولكن يترتب على ذلك عدة نتائج غريبة على الذهن كما سوف يلي.
دعنا نتخيل وجود متغيران غير متوافقان (أي أنه لا يمكن الإبدال بينهما في الترتيب): المتغير A وB، إذ إن A يناظر عملية قياس تمت في وقت سابق لـB. عند قياس المتغير B فقط أكثر من مرة فسوف نحصل على نفس النتائج. ولكن عند قياس A أولًا ثم قياس B فسوف ينتقل النظام أولًا إلى الحالة الذاتية للمتغير A، ومن ثم سوف نلاحظ أن القيمة المُقاسة لـB هي قيمة إحصائية (أي أنها تعتمد على الاحتمالات وليست قيمة مؤكدة). ومن هنا نستنتج أن عمليات القياس تؤثر على بعضها، وأن ترتيب حدوث القياسات يؤثر على نتائجها.
علاوة على ذلك تظهر خاصية أخرى للحالات الكمومية في حالة وجود نظام فيزيائي يتكون من عدة أنظمة فرعية؛ في حالة إجراء نفس التجربة على جسيمين عوضًا عن جسيم واحد على سبيل المثال. تسمح ميكانيكا الكم بحالات معينة (تُعرف بالحالات المتشابكة) يظهر فيها ارتباط إحصائي بين نتائج قياسات الجسيمين، وهي ظاهرة لا يمكن تفسيرها بواسطة النظرية الكلاسيكية. تفضي تلك الحالات المتشابكة إلى خصائص يمكن التحقق منها تجريبيًا (مثل مبرهنة بل)، وهي تمكنا من التمييز بين النظرية الكمية وبين النماذج الكلاسيكية البديلة.

### تصور هايزنبرغ وتصور شرودنغر
يمكن لأحدهم أن يفترض أن الكميات المُقاسة معتمدة على الزمن، بينما حالة النظام σ ثابتة ولم تتغير منذ بداية التجربة. يُعرف هذا الأسلوب بتصور هايزنبرغ. وهو الأسلوب الذي استخدمناه في المثال السابق بالأعلى عندما افترضنا وجود دوال زمنية {\displaystyle P(t),Q(t)}تعبر عن الكميات المُقاسة.
وبطريقة مشابهة يمكن افتراض ثبوت المتغيرات المُقاسة بينما تعتمد حالة النظام على الزمن. يُعرف هذا الأسلوب بتصور شرودنغر. وهو الأسلوب المُستخدم في المثال المذكور أعلاه عندما افترضنا وجود حالة متغيرة مع الزمن ({\displaystyle |\Psi (t)\rangle =\sum _{n}C_{n}(t)|\Phi _{n}\rangle }).
هذان الأسلوبان متكافئان من ناحية نظرية ورياضية؛ يعتمد اختيار أي واحد منهما على الاصطلاح العلمي فقط. تُستخدم كلتا وجهتي النظر في النظرية الكمومية. ففي العادة تُصاغ ميكانيكا الكم غير النسبية بدلالة تصور هايزنبرغ، بينما يُفضل اتباع تصور شرودنغر عند أخذ تأثير النسبية في الاعتبار، أي في سياق نظرية الحقل الكمومي.